# Miz Cracker
Miz Cracker (Seattle, 1984. április 19. –) eredeti nevén Maxwell Heller, amerikai drag queen és televíziós személyiség. A RuPaul’s Drag Race tizedik évadában elért ötödik a RuPaul’s Drag Race All Stars ötödik évadában szerzett dobogós helyezéseivel vált ismertté..

## Élete
Maxwell Heller Seattleben született. A szülei a Lubavitch egyesület tagjai voltak. Heller tizennyolc évesen hagyta el Seattlet, majd a The Evergreen State Collageba járt, ahol divattervezés szakon tanult.
2011-ben, a fiatal, 20-as éveiben járó Heller találkozott Bob the Drag Queennel. Ahogy később írta “Éppen hazafelé tartottam egy viharos éjszakán, amikor megláttam egy nagyon jóképű túlméretezett férfit, aki egy törött, túlméretezett könyvespolcot tolt végig az utcán.” Segített Bob the Drag Queennek elszállítani a könyvespolcot aa lakására, ahol “ díva kiegészítőket, parókákat és ruhákat látott szétdobálva a kopott bútorokon, csillámos koronák és melltartók lógtak a poros csillárról. Összebarátkoztak és Bob a drag-anyja lett, aki ellátogatott a drag showira, visszajelzést adott neki és segített Miz Crackernek önbizalmat nyerni az előadásaihoz. Miz Cracker részt vett tüntetéseken az egyenjogúságért Bob the Drag Queennel a Times Squaren.

## Karrier
Miz Crackert a RuPaul's Drag Race tizedik évadában 2018. február 22-én induló tizennégy versenyző egyikeként jelentették be. Megnyerte a tizedik fő kihívást, miután átalakította a Chester Seet. Egy epizóddal később kiesett, miután elveszítette a Vanity 6 "Nasty Girl" című számának lipsync előadását a későbbi dobogós Kameron Michaels ellen. Van egy házi készítésű internetes sorozata, a Review with a Jew, amelyben összefoglalja a Drag Race epizódjait, az All Stars harmadik évadától kezdve. A sorozat 2018. január 31-én debütált. Alexandra Pucciarelli az Almától azt írta, a sorozat „mindig megnevettet”. Miz Cracker a veteránokkal, Tammie Brownnal, Ginger Minjjel, Jasmine Masterszel, Shea Couleéval és Eureka O'Harával szerepelt a Billboard "Spillin' the Tea" című internetes sorozatában 2018. június 13-án. 2018. június 26-án bemutatták saját WoWpresents websorozatának, a "JewTorialsnak" a házigazdájaként. Háromszor szerepelt a Bon Appétit YouTube-csatornán is, ahol a Carla Lalli Music társaságában főzött. Miz Cracker 2014 óta ír rendszeresen a Slate-nek, 2016-ban pedig megkapta az Országos Leszbikus és Meleg Újságírók Szövetségének Kiváló rovatírási díját. Miz Crackert Aquariával együtt jelölték a „2018-as verseny résztvevő” kategóriába a 2018-as People's Choice Awards díjára. 2019 elején fejezte be az „It's Time” című, one woman show-ját, amellyel az Egyesült Királyságban lépett fel. A Billboard kijelentette: "A műsor érintette a 20-as évei elején a függőséggel való küzdelmét, egy kis "Cracker-brand" vígjátékkal meghintve.” Miz Cracker 2019-ben más veteránokkal együtt felkerült a Drag Race „Haters Roast: The Shady Tour” vígjáték turnéjára. 2020. május 8-án Miz Crackert bejelentették, hogy egyike annak a tíz drag queennek, akik részt vesznek a RuPaul's Drag Race All Stars ötödik évadában. Három fő kihívást nyert, a 4., 6. és 7. epizódban, és az 5. epizódban leértékelték a snatch gameben. Jujubee-vel együtt második helyezett lett. 2020-ban Miz Cracker She's a Woman címmel podcastot indított a Studio71 segítségével.

## Zene
Miz Cracker Alexis Michelle-lel, Lady Sinagagával és Sherry Vinenal közösen létrehozta a "Jappy"-t, amely Pharrell Williams "Happy" című feldolgozása.

## Magánélet
Harlemben, Manhattanben él és fekete öves karatés. A Drag Race előtt iskolai tanárként dolgozott Szenegálban, és wolof nyelven beszél. 2016-ban adománygyűjtést szervezett Ugandában az LMBT jogokért. 2018. augusztus 10-én, dublini turnéja során Hellertől elrabolták a pénzét és a személyi igazolványát.